# روك أيلاند
روك أيلاند (بالإنجليزية: Rock Island, Illinois)‏ هي مدينة تقع في مقاطعة روك آيلاند، إلينوي بولاية إلينوي في الولايات المتحدة. تأسست عام 1835، تبلغ مساحتها (كم²)، وترتفع عن سطح البحر م، بلغ عدد سكانها 39018 نسمة في عام 2010 حسب إحصاء مكتب تعداد الولايات المتحدة .

## التركيبة السكانية
حدّد مكتب تعداد الولايات المتحدة بيانات التركيبة السكانية لروك أيلاند في تعداد الولايات المتحدة. في ما يلي، التركيبة السكانية حسب تعدادي 2000 و2010.

### تعداد عام 2000
بلغ عدد سكان روك أيلاند 39,684 نسمة بحسب تعداد عام 2000، وبلغ عدد الأسر 16,148 أسرة وعدد العائلات 9,547 عائلة مقيمة في المدينة. في حين سجلت الكثافة السكانية 897.4 نسمة لكل كيلومتر مربع (2,324.3/ميل2). وبلغ عدد الوحدات السكنية 17,542 وحدة بمتوسط كثافة قدره 396.7 لكل كيلومتر مربع (1,027.4/ميل2).
وتوزع التركيب العرقي للمدينة بنسبة 77.13% من البيض و17.17% من الأمريكيين الأفارقة و0.28% من الأمريكيين الأصليين و0.75% من الأمريكيين ذوي الأصول الآسيوية و0.07% من سكان جزر المحيط الهادئ و2.41% من الأعراق الأخرى و2.19% من عرقين مختلطين أو أكثر و5.90% من الهسبانيون أو اللاتينيون من أي عرق.
بلغ عدد الأسر 16,148 أسرة كانت نسبة 29.7% منها لديها أطفال تحت سن الثامنة عشر تعيش معهم، وبلغت نسبة الأزواج القاطنين مع بعضهم البعض 41.2% من أصل المجموع الكلي للأسر، ونسبة 14.2% من الأسر كان لديها معيلات من الإناث دون وجود شريك،  بينما كانت نسبة 3.7% من الأسر لديها معيلون من الذكور دون وجود شريكة وكانت نسبة 40.9% من غير العائلات. تألفت نسبة 34.5% من أصل جميع الأسر من عدة أفراد يعيشون في نفس المنزل ونسبة 14.3% كانت تتألف من شخص يعيش بمفرده يبلغ من العمر 65 عاماً أو أكثر. وبلغ متوسط حجم الأسرة المعيشية 2.31، أما متوسط حجم العائلات فبلغ 2.97.
بلغ العمر الوسطي للسكان 36.4 عاماً. وكانت نسبة 22.9% من القاطنين تحت سن الثامنة عشر، وكانت نسبة 9.1% بين الثامنة عشر والرابعة والعشرين عاماً، ونسبة 25.1% كانت واقعةً في الفئة العمرية ما بين الخامسة والعشرين والرابعة والأربعين عاماً، ونسبة 21.6% كانت ما بين الخامسة والأربعين والرابعة والستين، ونسبة 15.1% كانت ضمن فئة الخامسة والستين عاماً فما فوق. يوجد لكل 100 أنثى 90.7 ذكر، ويوجد لكل 100 أنثى في الثامنة عشر من عمرها فما فوق 87.4 ذكر.
بلغ متوسط دخل الأسرة في المدينة 34,729 دولارًا، أما متوسط دخل العائلة فبلغ 45,127 دولارًا. وكان متوسط دخل الذكور 32,815 دولارًا مقابل 23,378 دولارًا للإناث. وسجل دخل الفرد الخاص بالمدينة 19,202 دولارًا. وكانت نسبة 10.9% من العائلات ونسبة 14.5% من السكان تحت خط الفقر، وكان من هؤلاء نسبة 22.9% تحت سن الثامنة عشر ونسبة 8.4% في الخامسة والستين من العمر وما فوق.

### تعداد عام 2010
بلغ عدد سكان روك أيلاند 39,018 نسمة بحسب تعداد عام 2010، وبلغ عدد الأسر 15,930 أسرة وعدد العائلات 9,211 عائلة مقيمة في المدينة. في حين سجلت الكثافة السكانية 882.4 نسمة لكل كيلومتر مربع (2,285.4/ميل2). وبلغ عدد الوحدات السكنية 17,422 وحدة بمتوسط كثافة قدره 394 لكل كيلومتر مربع (1,020.5/ميل2).
وتوزع التركيب العرقي للمدينة بنسبة 72.34% من البيض و18.25% من الأمريكيين الأفارقة و0.27% من الأمريكيين الأصليين و1.76% من الأمريكيين ذوي الأصول الآسيوية و0.02% من سكان جزر المحيط الهادئ و3.65% من الأعراق الأخرى و3.72% من عرقين مختلطين أو أكثر و9.39% من الهسبانيون أو اللاتينيون من أي عرق.
بلغ عدد الأسر 15,930 أسرة كانت نسبة 28.1% منها لديها أطفال تحت سن الثامنة عشر تعيش معهم، وبلغت نسبة الأزواج القاطنين مع بعضهم البعض 38% من أصل المجموع الكلي للأسر، ونسبة 15.3% من الأسر كان لديها معيلات من الإناث دون وجود شريك،  بينما كانت نسبة 4.6% من الأسر لديها معيلون من الذكور دون وجود شريكة وكانت نسبة 42.2% من غير العائلات. تألفت نسبة 35.1% من أصل جميع الأسر من عدة أفراد يعيشون في نفس المنزل ونسبة 13.1% كانت تتألف من شخص يعيش بمفرده يبلغ من العمر 65 عاماً أو أكثر. وبلغ متوسط حجم الأسرة المعيشية 2.30، أما متوسط حجم العائلات فبلغ 2.97.
بلغ العمر الوسطي للسكان 37.0 عاماً. وكانت نسبة 22.4% من القاطنين تحت سن الثامنة عشر، وكانت نسبة 12.7% بين الثامنة عشر والرابعة والعشرين عاماً، ونسبة 23.7% كانت واقعةً في الفئة العمرية ما بين الخامسة والعشرين والرابعة والأربعين عاماً، ونسبة 25.7% كانت ما بين الخامسة والأربعين والرابعة والستين، ونسبة 15.5% كانت ضمن فئة الخامسة والستين عاماً فما فوق. وتوزع التركيب الجنسي للسكان بنسبة 48% ذكور و52% إناث.

## أعلام
- كارل سوانسون
- ويليام هوفمان
- إدي ألبرت
- غابرييل ألموند
- ويليام ر. بيرتيلسن
- ماديسون كيز
- والتر فلانيجان
- جو بيرغر
- بيت ميكيل
- ليسي